# Comminutispora agavacearum
Comminutispora agavacearum är en svampart som beskrevs av A.W. Ramaley 1996. Comminutispora agavacearum ingår i släktet Comminutispora, ordningen Capnodiales, klassen Dothideomycetes, divisionen sporsäcksvampar och riket svampar.   Inga underarter finns listade i Catalogue of Life.